# Louie Pounds
Louisa Emma Amelia "Louie" Pounds (12 de febrero de 1872 – 6 de septiembre de 1970) fue una cantante y actriz inglesa, conocida por sus actuaciones en comedias musicales y en papeles de mezzosoprano con la compañía de ópera D'Oyly Carte. Fue la más joven de cinco hermanos: Courtice Pounds, primer tenor en las décadas de 1880 y 1890, Lily, Nancy y Rosy, todos los cuales actuaron en dicha compañía.

## Vida y carrera
Pounds nació en Brompton, Inglaterra.  

### Inicios y años con D'Oyly Carte
La primera actuación profesional de Pounds en el escenario fue en provincias bajo la dirección de George Edwardes en 1890. Su debut en Londres fue en 1891 en la Opera Comique, con la obra Joan of Arc. En los siguientes años actuó en varios teatros londinenses, y en 1895 viajó a los Estados Unidos. En 1897 actuó como Dorothy Travers en The French Maid. En 1899, trabajando en The Crystal Palace, Arthur Sullivan le propuso actuar en la siguiente temporada del Teatro Savoy. 
Pounds se sumó a la compañía D'Oyly Carte Opera e interpretó el papel de "Heart's Desire" en The Rose of Persia en 1899, actuando también con el papel del título en la pieza Pretty Polly (libreto de Basil Hood, música de François Cellier).  
Tras ello, fue Molly O'Grady en The Emerald Isle y Christina en Ib and Little Christina, en 1901. Después hizo el personaje titular en la reposición de Iolanthe (1901–1902). Posteriormente en el Savoy se representaron dos trabajos originales de Hood y Edward German. Pounds actuó como "Jill-all-alone" en Merrie England (1902) y como Joy Jellicoe en A Princess of Kensington (1903). Tras la exhibición en el Savoy y una gira provincial con A Princess of Kensington, Pounds dejó la organización D'Oyly Carte.

### Últimos años
Junto a muchos de sus colegas de A Princess of Kensington, Pounds actuó en el Teatro Adelphi con The Earl and the Girl (1903). A lo largo de los siguientes veinte años interpretó numerosas obras teatrales y musicales.  
En 1906 Pounds protagonizó junto a su hermano Courtice el éxito musical The Belle of Mayfair. Una crítica del The Daily Graphic del 24 de diciembre de 1906 alababa a ambos hermanos. Archivado el 28 de agosto de 2001 en Wayback Machine. Otras críticas fueron, así mismo, positivas. En 1909 interpretó en Londres The Dashing Little Duke (otra vez con su hermano).
Pounds actuó después en Broadway en la obra The Dollar Princess, en 1909–1910.  También viajó por Sudáfrica. Pounds se retiró en 1923 pero reapareció en 1926, viajando de nuevo hasta 1929. Fue la Viuda Windeatt en ala película de Alfred Hitchcock de 1928 The Farmer's Wife. 
Pounds también escribió un artículo, "Memories of an Earlier Iolanthe", que apareció en el número de marzo de 1931 de The Gilbert & Sullivan Journal.
Pounds falleció en Southsea, Inglaterra, a los 98 años de edad.